# Ulla Mahrt
Ulla Mahrt (* 15. Januar 1936; † 7. Juli 2025) war eine deutsche Schauspielerin und Hörspielsprecherin.

## Leben
Ulla Mahrt kam Anfang der 1960er-Jahre an das Hamburger Ohnsorg-Theater, an dem sie bis Mitte der 1990er-Jahre in einer Vielzahl von Stücken mitwirkte, die zum Teil auch in hochdeutscher Fassung für das Fernsehen aufgezeichnet wurden. Wie viele ihrer Ohnsorg-Kolleginnen und -Kollegen spielte sie 1968 auch in dem Film Otto und die nackte Welle, ihre einzige Arbeit vor der Kamera.
Ebenfalls Anfang der 1960er-Jahre begann Ulla Mahrt, umfangreich für den Hörfunk zu arbeiten, und zwar ausschließlich in niederdeutschen Produktionen des Norddeutschen Rundfunks (NDR). Daneben begleitete sie gelegentlich Gottesdienste in Hamburg mit plattdeutschen Beiträgen.
Ulla Mahrt verstarb im Alter von 89 Jahren. Ihre letzte Ruhestätte erhielt sie auf dem Friedhof Ohlsdorf.

## Filmografie
(Aufzeichnungen aus dem Ohnsorg-Theater, ausgenommen Otto und die nackte Welle)
- 1963: Liebe Verwandtschaft
- 1963: Mutter steht ihren Mann
- 1966: Gastwirt Goebel
- 1966: Diederk soll heiraten
- 1966: Allzumal Sünder
- 1966: Die Königin von Honolulu
- 1967: Peter Pink
- 1967: Söbenteihn Sack Kaffee
- 1968: Strandräuber
- 1968: Otto und die nackte Welle
- 1968: Die lieben Verwandten
- 1970: Trautes Heim
- 1972: Hoppla, nu kommt Hannes
- 1974: Alles für die Katz
- 1974: Der schönste Mann von der Reeperbahn
- 1975: Frau Pieper lebt gefährlich
- 1975: Liebe Verwandtschaft
- 1977: Die Königin von Honolulu
- 1981: Späte Liebe geht ins Geld
- 1982: Das Piratenstück
- 1990: Die spanische Fliege
- 1992: Pension Sonnenschein
- 1994: Die Lokalbahn
- 1995: Der Bürgermeisterstuhl
- 1996: Wenn man Meyer heißt

## Hörspiele (Auswahl)
- 1962: Hans Ehrke: Besöök op Mettenwarft – Regie: Otto Lüthje – NDR
- 1963: Karl Otto: De verloren Wiehnachtssteern – Regie: Günther Siegmund – NDR
- 1964: Walther Kist: Nix as Theater – Regie: Heini Kaufeld – NDR
- 1965: Heinrich Deiters: De Klockenslag – Regie: Rudolf Beiswanger – NDR
- 1966: Klaas Smelik: Frömde Fro an Bord – Regie: Günther Siegmund – NDR
- 1967: Hans Bunje: Utkniepen helpt nich – Regie: Günther Siegmund – NDR
- 1967: Gorch Fock: De Keunigin von Honolulu – Regie: Günther Siegmund – NDR
- 1968: Artur E. Dreyer: Dat Groschengraff – Regie: Günther Siegmund – NDR
- 1968: Hans Leip: Seils in'e Nacht – Regie: Heinz Lanker
- 1969: Hans Henning Holm: Kuckuckseier – Regie: Günther Siegmund – NDR
- 1970: Reinhard Reinke: De Lindenbööm – Regie: Günther Siegmund – NDR
- 1971: Jep Nissen Andersen: De Slankheitskur – Regie: Karl-Heinz Kreienbaum – NDR
- 1972: Hermann Bruhn: Nachtigall ünner Kreihn – Regie: Günther Siegmund – NDR
- 1973: Ingeborg Gurr-Sörensen: Uteneenleevt – Regie: Heinz Lanker – NDR
- 1973: Hilda Kühl: De Kinner sünd groot – Regie: Heinz Lanker – NDR
- 1976: Peter Kuhweide: Söben Daag Fleesch – Regie: Walter Bäumer – NDR
- 1977: Friedrich Hans Schaefer: Een Knüppel liggt verdwaß – Regie: Curt Timm – NDR
- 1977: Fritz Reuter: Woans ick to'n Fru keem – Regie: Hans-Jürgen Ott – NDR/RB
- 1978: Elisabeth Meyer-Runge: Levenshölp – Regie: Karl-Otto Ragotzky – NDR
- 1980: Heinz Wunderlich: Vun den Fischer un sien Fru – Regie: Karl-Otto Ragotzky – NDR/RB
- 1983: Albert Rüschenschmidt: Alexander – Regie: Wolf Rahtjen – NDR/RB
- 1986: Erich R. Andersen: De sösste Etaasch – Regie: Wolf Rahtjen – NDR/RB
- 1987: Edmund Wilkens: Kompagnon – Regie: Edgar Bessen – NDR/RB
- 1991: Gudrun Münster: In de Ahuser Möhl – Regie: Edgar Bessen – NDR/RB
- 1993: Fitzgerald Kusz: Segg doch wat – Regie: Edgar Bessen – NDR/RB
- 1997: Erhard Brüchert: De halve Fischermann – Regie: Wilfried Dziallas – NDR/RB
- 1997: Ernst-Otto Schlöpke: IC 527 – Regie: Edgar Bessen – NDR/RB
- 2001: Erhard Brüchert: Börsen-Feever – Regie: Edgar Bessen – NDR/RB